# Mortificación de la carne
La mortificación de la carne es un acto por el cual un individuo o grupo busca mortificar, o poner a la muerte, su naturaleza pecaminosa, como parte del proceso de santificación. En el cristianismo, las formas comunes de mortificación que se practican hasta el día incluyen el ayuno, la abstinencia y el arrodillado piadoso. También era común entre las órdenes religiosas cristianas en el pasado el uso de cilicio, así como la flagelación en la imitación del sufrimiento de Jesús de Nazaret y la muerte por crucifixión. La teología cristiana sostiene que el Espíritu Santo ayuda a los creyentes en la "mortificación de los pecados de la carne". Aunque el término "mortificación de la carne", que se deriva de Romanos 8:13 y Colosenses 3: 5 en la Biblia, se usa principalmente en un contexto cristiano, otras culturas pueden tener conceptos análogos de abnegación; las prácticas seculares existen también. Algunas formas únicas de varias culturas asiáticas llevan cargas pesadas e inmersión en agua.

## Cristianismo

### Etimología
El término "mortificación de la carne" proviene de la Epístola a los romanos (8: 12 y 13) en la Biblia cristiana: “Así que, hermanos míos, no somos deudores de la carne para vivir según la carne, pues si vivís según la carne, moriréis. Pero si con el espíritu hacéis morir las obras del cuerpo, viviréis”.
La misma idea se ve en los siguientes versículos: «Poner a la muerte lo que es terrenal en ti: fornicación, impureza, pasión, mal deseo y codicia, que es idolatría; y aquellos que pertenecen a Cristo Jesús han crucificado la carne con sus pasiones y deseos.» El apoyo para tal comportamiento en el Antiguo Testamento se encuentra aquí: «Sopla esa herida limpia el mal, los trazos limpian las partes más recónditas.»
De acuerdo con la exégesis cristina, "obras del cuerpo" y "lo que es terrenal", se refieren a la "naturaleza herida" del hombre o su concupiscencia (inclinaciones malvadas debido a formar parte de la caída de hombre); la humanidad sufre las consecuencias del pecado original. El apóstol Pablo, autor de Romanos, esperaba que los creyentes "dieran muerte" a las obras de la carne. Esto se debe a que la palabra en griego antiguo, el idioma en el que se escribió originalmente el Nuevo Testamento, porque la carne es sarx (σάρξ). Esto la palabra denota los elementos, partes y tendencias caídos o pecaminosas de la humanidad. Esta palabra se yuxtapone en Romanos 8:13, citado anteriormente, con el cuerpo (σῶμα), más estrictamente se refiere al cuerpo físico de un humano. Así, en Romanos 8:13, Pablo está trazando un paralelo entre la gente caída, proclives al pecado sin posibilidad de redención y personas redimidas que cambian la mortificación de su pecado carnal a la vida corporal, desde σάρξ hasta σῶμα.

### Formas
En su forma más simple, la mortificación de la carne puede significar simplemente negarse a sí mismo ciertos placeres, como de forma permanente o temporal abstenerse (es decir ayuno), de comida, bebidas alcohólicas, relaciones sexuales o un área de la vida que hace que la vida espiritual de la persona sea más difícil o más pesada. También se puede practicar eligiendo un estilo de vida simple o incluso empobrecido; esta es a menudo una de las razones por la que muchos monjes de distintas religiones toman votos de pobreza. Entre los defensores, las formas tradicionales de mortificación física son el cilicio. En algunas de sus formas más severas, puede significar usar unas disciplinas para autoflagelarse.

### Propósitos
En el cristianismo, el reverendo Michael Geisler, un sacerdote católico de la Prelatura en St. Louis, escribió dos artículos que explican el propósito teológico detrás de la mortificación corporal. "La abnegación ayuda a una persona a superar su debilidad física y psicológica, le da energía, le ayuda a crecer en virtud y finalmente lo lleva a la salvación. Conquista los demonios insidiosos de la blandura, el pesimismo y la fe tibia que dominan las vidas de tantos hoy" ( Crisis magazine  de julio / agosto de 2005). Algunos teólogos explican que el valor redentor del dolor hace que el dolor sea digno de ser amado en sus efectos, aunque por sí mismo no lo es. El dolor es temporal y limitado, por lo que someterse vale la pena para obtener los beneficios reales. Para aquellos con este punto de vista, el dolor se ve como un medio para un fin. Así, un santo moderno católico, Josemaría Escrivá, dijo, mientras consolaba a una mujer agonizante que sufría en un hospital: "¡Bendito sea el dolor! ¡Glorificado sea el dolor! ¡Santificado sea el dolor!" La raíz de la perplejidad moderna sobre la mortificación, según algunos teólogos, es la "negación práctica de Dios , "una negativa a aceptar cualquier cosa que no sean realidades materiales".
El primer evangelista cristiano y plantador de iglesias Pablo escribió: "Castigaré mi cuerpo y lo someteré: no sea que, cuando he predicado a otros, yo mismo sea eliminado" ( 1 Cor 9:27) ; "En mi carne, completé lo que falta en las aflicciones de Cristo, por el bien de su cuerpo, esa es la Iglesia". (Col 1:24).
A través de los siglos, algunos cristianos han practicado penitencias voluntarias como una manera de imitar a Jesús que, según el Nuevo Testamento, voluntariamente aceptó los sufrimientos de su pasión y muerte en la cruz en el Calvario para poder redimir a la humanidad. Algunos cristianos notan que la cruz llevada por Jesús es la barra transversal o  patibulum , un tronco de árbol áspero, que probablemente pesaba entre 80 y 110 libras.
Cristo también ayunó durante 40 días y 40 noches, un ejemplo de sumisión a la primera persona de la Trinidad, Dios el Padre, y como una forma de preparación para el ministerio.
Los primeros cristianos mortificaron la carne a través del martirio y a través de lo que se ha llamado "confesión de la fe": aceptar la tortura de una manera alegre. Como Los cristianos experimentaron persecución, a menudo abrazaron su destino de sufrimiento debido a su amor por Cristo y la transformación que dijeron haber experimentado al seguirlo; estos individuos se convirtieron en mártires cristianos de la fe cristiana.

### Prácticas denominacionales

#### Catolicismo

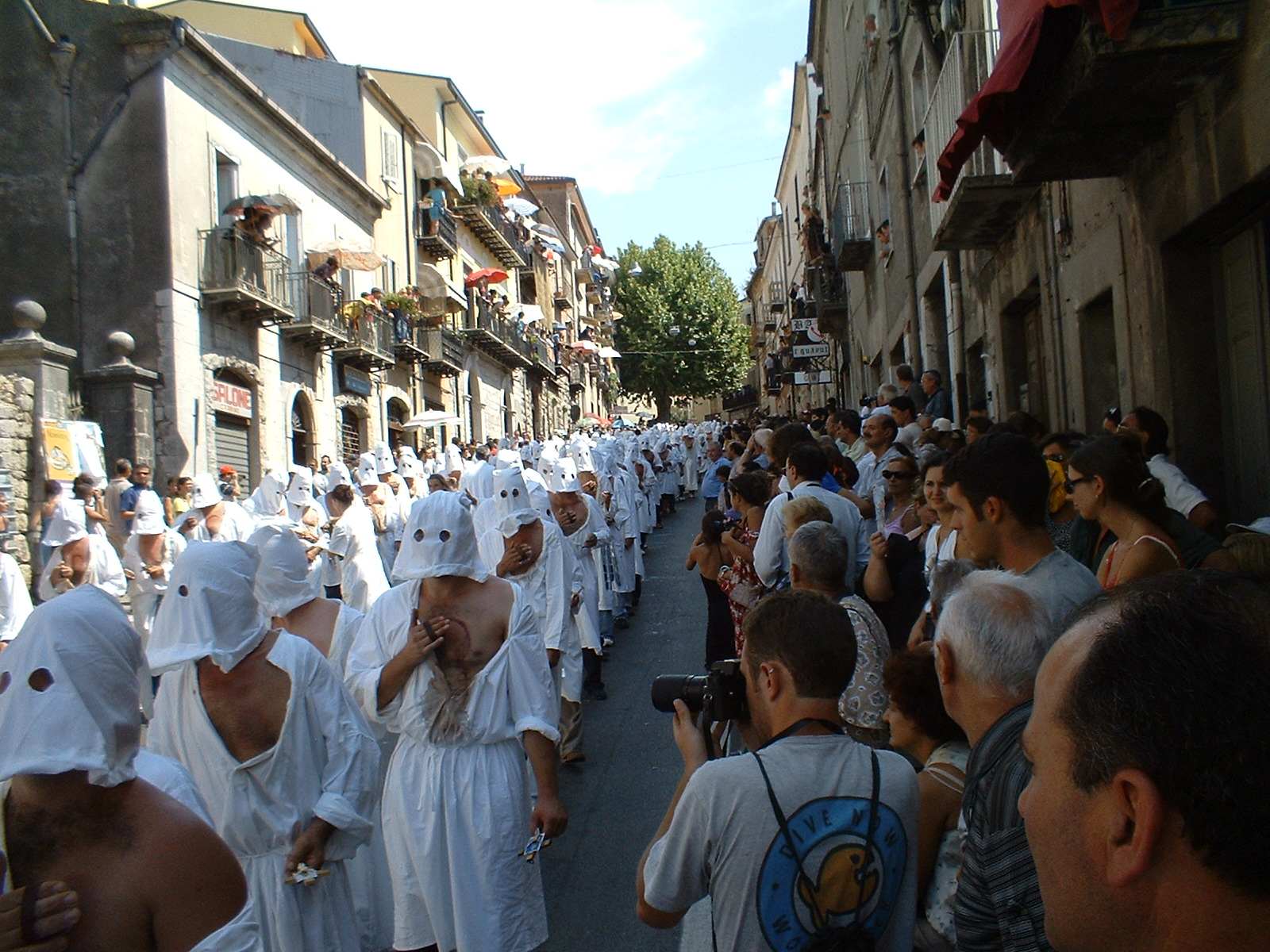
Procesión cristiana con battenti en la ciudad italiana de Guardia Sanframondi.

Algunos santos católicos canonizados y fundadores de organizaciones religiosas católicas practicaron la mortificación para imitar a Cristo. [cita requerida] Otra forma de autonegación que se desarrolló rápidamente en los primeros siglos fue el celibato, que la tradición católica interpreta como abandonar el sexo y la procreación por una castidad superior y fines superiores sobrenaturales.

#### Luteranismo
La Confesión de Augsburgo de la Federación Luterana Mundial apoya la práctica de la mortificación de la carne, declarando:

Porque ellos [nuestros maestros] siempre han enseñado acerca de la cruz que corresponde a los cristianos soportar las aflicciones. Esta es la mortificación verdadera, ferviente y sincera, a saber, ejercitarse con diversas aflicciones y ser crucificado con Cristo. Además, enseñan que todo cristiano debe entrenarse y someterse a las restricciones corporales, o ejercicios corporales y trabajos que ni la saciedad ni la pereza lo tientan a pecar, pero no que podamos merecer la gracia o hacer que nuestros pecados satisfagan los pecados. Y tal disciplina externa debe ser impulsada en todo momento, no solo en unos días determinados. Así que Cristo ordena, Lucas 21:34: Mirad, no sea que vuestros corazones sean sobrecargados de hastío; también Matt. 17:21: Este tipo no sale sino por la oración y el ayuno. Pablo también dice: 1 Cor. 9:27: me mantengo debajo de mi cuerpo y lo pongo en sujeción. Aquí muestra claramente que se estaba guardando bajo su cuerpo, no para merecer el perdón de los pecados por esa disciplina, sino para tener su cuerpo sujeto y preparado para las cosas espirituales, y para cumplir con el deber según su vocación.

En la tradición luterana, la mortificación de la carne no se hace para ganar mérito, sino que se debe "mantener el cuerpo en una condición tal que no impida que uno haga lo que se le ha ordenado que haga, según su llamado (en latín: "yuxta vocationem suam"). En  Las Noventa y Cinco Tesis , Martín Lutero declaró que "el arrepentimiento interno no tiene valor a menos que produzca diversas mortificaciones externas de la carne". Practicó la mortificación de la carne a través de ayuno y autoflagelación, incluso durmiendo en una celda de piedra sin una manta.

#### Metodismo

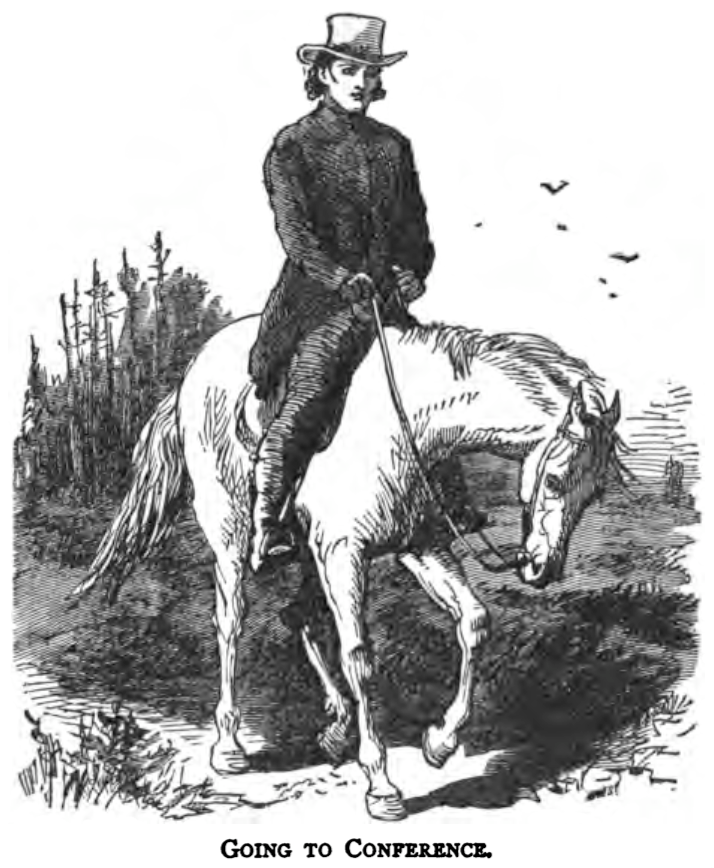
Illustration from The Circuit Rider: A Tale of the Heroic Age by Edward Eggleston depicting a Methodist circuit rider on horseback.

Samuel Wesley, Sr. examinó los escritos de Thomas à Kempis sobre la mortificación de la carne y concluyó que "la mortificación sigue siendo un deber cristiano indispensable". Como tal, también escribió que "los esfuerzos para manifestar la fe verdadera serían 'vivificados' mediante la auto mortificación y la completa obediencia". Además, "habló con aprobación de 'voluntariado' ejemplos de mortificación 'en sus diarios'. Los jinetes del circuito eran conocidos por practicar la disciplina espiritual de mortificar la carne, ya que "se levantaron antes del alba para la oración solitaria; permanecieron de rodillas sin comida ni bebida o comodidades físicas a veces durante horas enteras ". John Cennick, el primer predicador metodista predicador itinerante, oró nueve veces al día, ayunó y "imaginó que el pan seco era una indulgencia tan grande para un pecador tan grande como él mismo", comenzó. para alimentarse de papas, bellotas, cangrejos y pasto ". El metodista evangelista John Wesley Childs era conocido por" limitar lo que comería "y elegir" caminar junto a su caballo en lugar de montar para demostrar su disposición a sufrir por su llamado y a tratar de aumentar su experiencia religiosa sometiéndose a pruebas ". La  Revista Metodista Wesleyana  publicó una declaración escrita por Matthew Henry para los creyentes cristianos:

Al considerarlos a ustedes mismos, se darán cuenta de las trampas que sus enemigos espirituales les tendrían, de la serpiente bajo la hierba verde, y no se les impondrán con tanta facilidad como muchos por las artimañas de Satán; y al acostumbrarse a abnegación y la mortificación de la carne, y un santo desprecio de este mundo, arrebatarás las armas más peligrosas de la mano del hombre fuerte armado, y le quitarán esa parte de su armadura es la más confiable, porque es por el mundo y la carne que él lucha contra nosotros en su mayor parte: no, y esta sobria mente te pondrá toda la armadura de Dios, para que puedas pararte en el dia malo y así resistir al  diablo, que él puede huir de usted.

#### Ortodoxia occidental
El Vicariato del Rito Occidental de Antioquía declara que "la mortificación de la carne, o la muerte de las pasiones que obstaculizan el logro del Reino de los Cielos, se practica con tres disciplinas de abnegación ". Estas disciplina espiritual s incluyen" ayuno sin ostentación o abnegación, mayor oración, al asistir a la adoración y diversas devociones, y la entrega de sacrificios de limosnas (donaciones caritativas).

#### Otros puntos de vista cristianos
Se hizo "bastante común" para los miembros del Movimiento de Oxford dentro de la Comunión anglicana practicar la autoflagelación usando una disciplina. Congregacionalista escritor y líder dentro del movimiento evangélico cristiano, Sarah Osborn, practicó la autoflagelación para "recordarle su continuo pecado, depravación, y vileza a los ojos de Dios ". Según otros comentaristas cristianos evangélicos, el uso de las escrituras de Pablo y otros pasajes del Nuevo Testamento para justificar la práctica de la mortificación de la carne es una interpretación errónea completa. En los versículos previos a Col 1:24, Pablo tiene una visión muy elevada de la obra redentora de Cristo. "Él entiende que esta obra redentora debe ser terminada, completada y perfeccionada. No queda nada por hacer, y el sufrimiento de los seguidores de Cristo no da los toques finales al triunfo del Calvario. Pablo no cree que el sufrimiento tenga ningún beneficio expiatorio. él mismo o para otros. Sin embargo, 'sirve para aumentar el conocimiento vivo de Pablo sobre Cristo' ". Este sufrimiento al que Pablo se refiere se produce cuando uno asume la comisión de compartir el evangelio. La persecución y el sufrimiento como el experimentado por Cristo seguirán y los cristianos deberían ver este sufrimiento como una necesidad divina. En el capítulo 9, "Pablo compara el estilo de vida evangelístico de los creyentes con los atletas que sacrifican las actividades normales por el estricto entrenamiento y una ventaja competitiva". En la iglesia de Corinto había áreas grises de estilo de vida y comportamientos (ver 1 Cor 8) no cubiertos específicamente por la ley mosaica, y Pablo estaba alentando